# Erstlingsfrucht

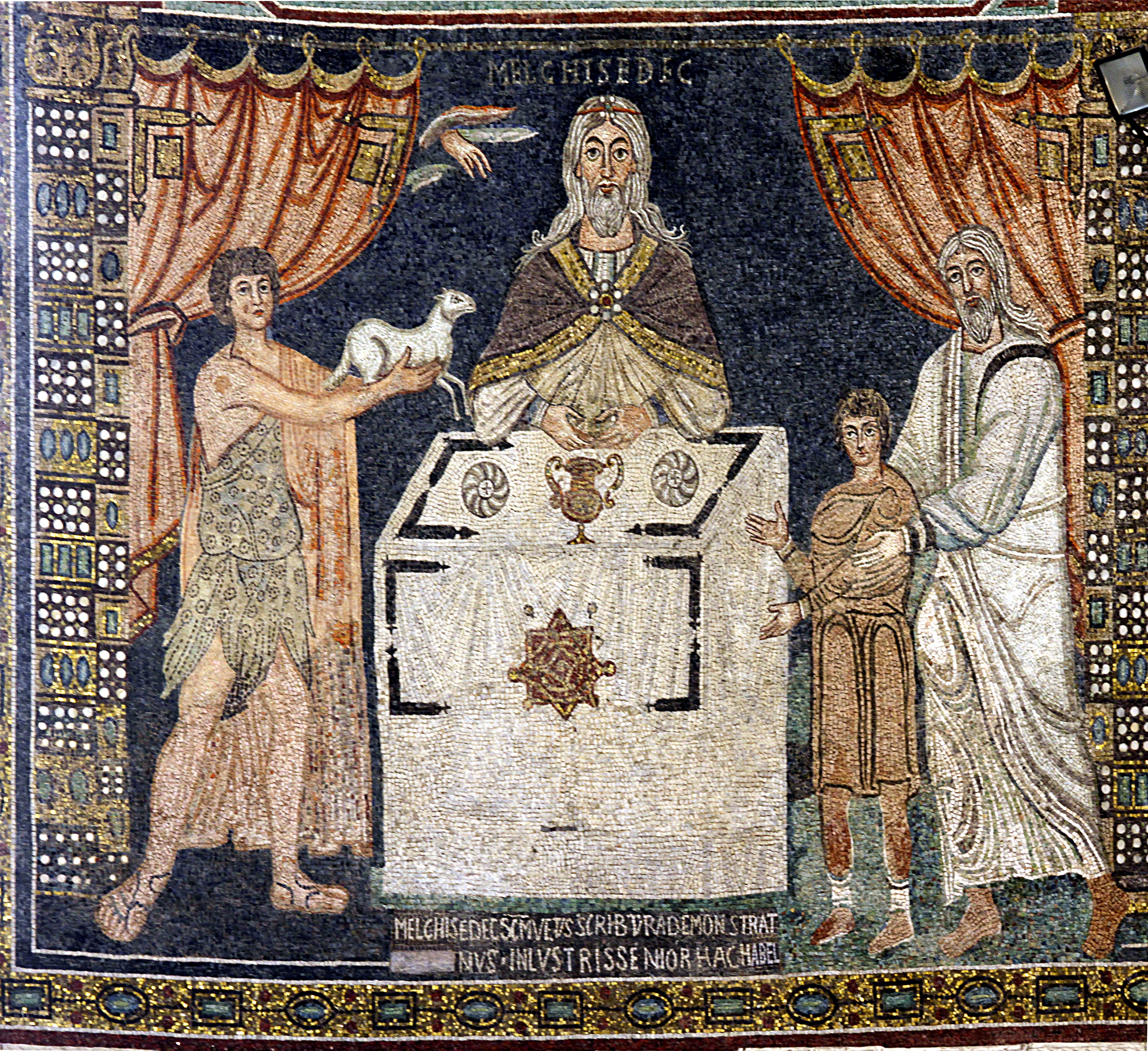
Melchisedek, Abraham und Abel. Mosaik in der Basilika Sant’Apollinare in Classe

Der Begriff der Erstlingsfrucht bezeichnet in der Bibel die ersten Früchte des Jahres. Vor allem Gerste, Trauben und Öl sollten im Judentum Gott als Dankopfer (hebräisch תְּרוּמָה terumah) dargebracht werden.

## Judentum
Das „Prinzip der Erstlingsfrucht“ erscheint in mehreren Büchern des Tanach und wird sowohl in der Thora als auch in den Büchern der Neviim dargelegt. Schon in Gen 4,3–5  bringt  Abel Gott ein Opfer von den Erstlingen seiner Herde und ihrem Fett dar.
Bei Ezechiel (Ez 44,30 ) heißt es:

„Das Beste von allen Erstlingsopfern, all eure Abgaben, die ihr entrichten müsst, gehören den Priestern; auch das Beste von dem, was ihr backt, sollt ihr dem Priester geben, damit ihr Segen über eure Häuser bringt.“

Während Terumah Gedolah allgemein ein Ernteopfer war, wurden Bikkurim nach Mischna Bikkurim 3:12 auf dem Tempelaltar dargebracht.
Der jüdische Festkalender enthält drei Erntefeste:
- das Fest der Erstlingsfrucht (Chag HaBikurim) zur Gerstenernte, gefeiert nach dem ersten Tag des Pessachfestes;
- das Wochenfest (Schawuot) zur Weizenernte, gefeiert am 50. Tag nach dem Pessachfest
- und das Laubhüttenfest (Sukkot) zur Weinlese im Herbst.

Anlässlich dieser Feste brachte man die Opfer nach Mischna Bikkurim 1:6 in den Tempel.
Zum bevorstehenden Einzug Israels ins Gelobte Land erläutert Lev 23,10–11  das Gebot der Erstlingsfrüchte am Wochenfest:

„Rede zu den Israeliten und sag zu ihnen: Wenn ihr in das Land kommt, das ich euch gebe, und wenn ihr dort die Ernte einbringt, sollt ihr dem Priester die erste Garbe eurer Ernte bringen. Er soll sie vor dem Herrn hin- und herschwingen und sie so darbringen, damit ihr Annahme findet. Am Tag nach dem Sabbat soll der Priester den Ritus ausführen.“

## Christentum
Das Christentum sieht in Kreuzestod und Auferstehung Christi die noch bedeutendere Erstlingsgabe und -frucht. Zu dieser Wortwahl hat aus Sicht der Judenchristen die Tatsache beigetragen, dass Christus während des Fests der Erstlingsfrucht von den Toten auferweckt wurde, drei Tage nach dem jüdischen Opferfest des Passahlammes. Im Hebräerbrief (Hebr 12,23 ) wird das himmlische Jerusalem als „Gemeinschaft der Erstgeborenen, die im Himmel verzeichnet sind“ bezeichnet. Paulus von Tarsus schrieb im 1. Korintherbrief 1 Kor 15,20–23 :

„Nun aber ist Christus von den Toten auferweckt worden als der Erste (altgriechisch ἀπαρχὴ aparchè, wörtlich: als Erstlingsgabe) der Entschlafenen. Da nämlich durch einen Menschen der Tod gekommen ist, kommt durch einen Menschen auch die Auferstehung der Toten.Denn wie in Adam alle sterben, so werden in Christus alle lebendig gemacht werden. Es gibt aber eine bestimmte Reihenfolge: Erster ist Christus; dann folgen, wenn Christus kommt, alle, die zu ihm gehören.“